# Jüdischer Friedhof (Bochnia)

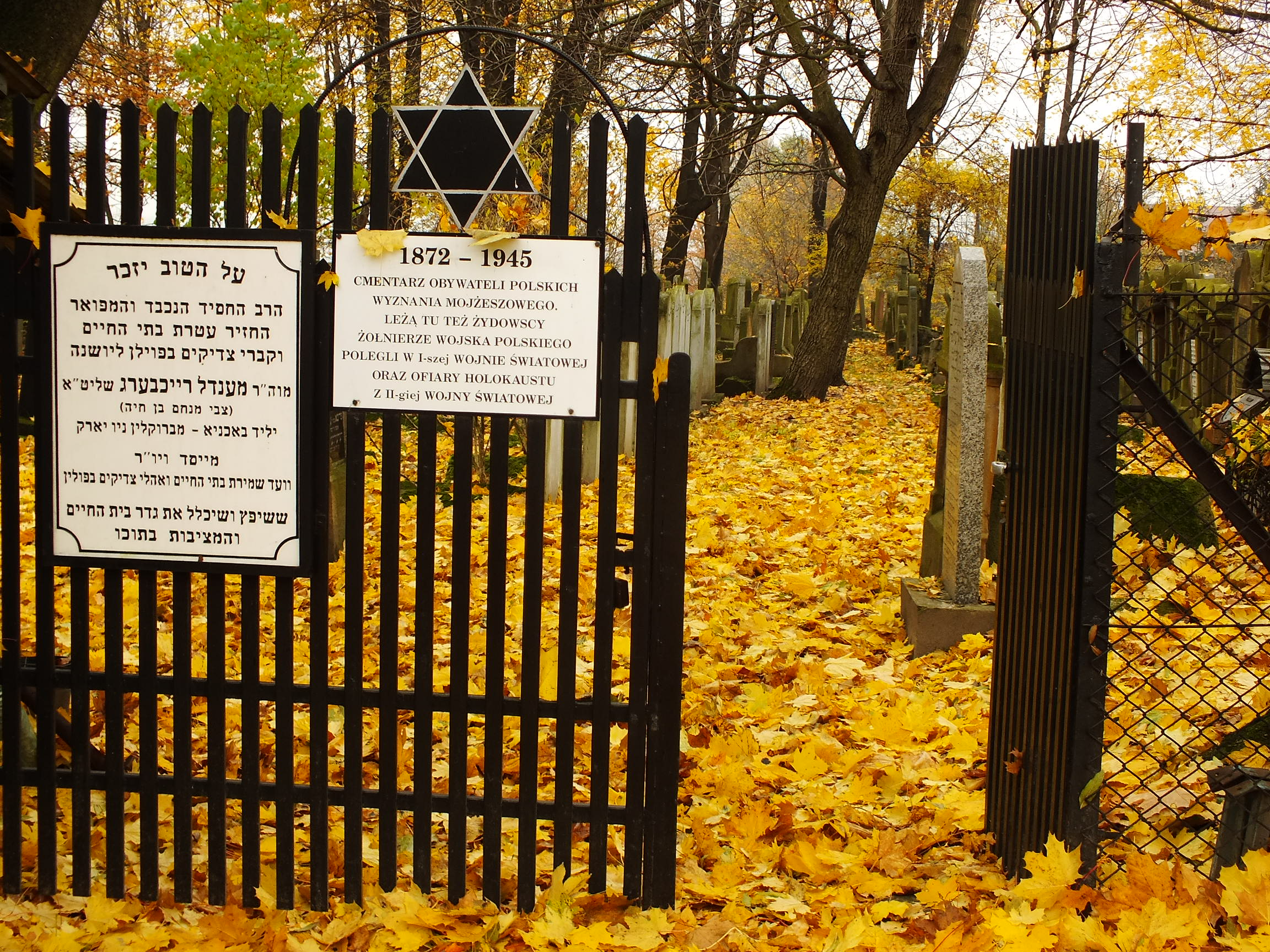
Eingang zum jüdischen Friedhof in Bochnia

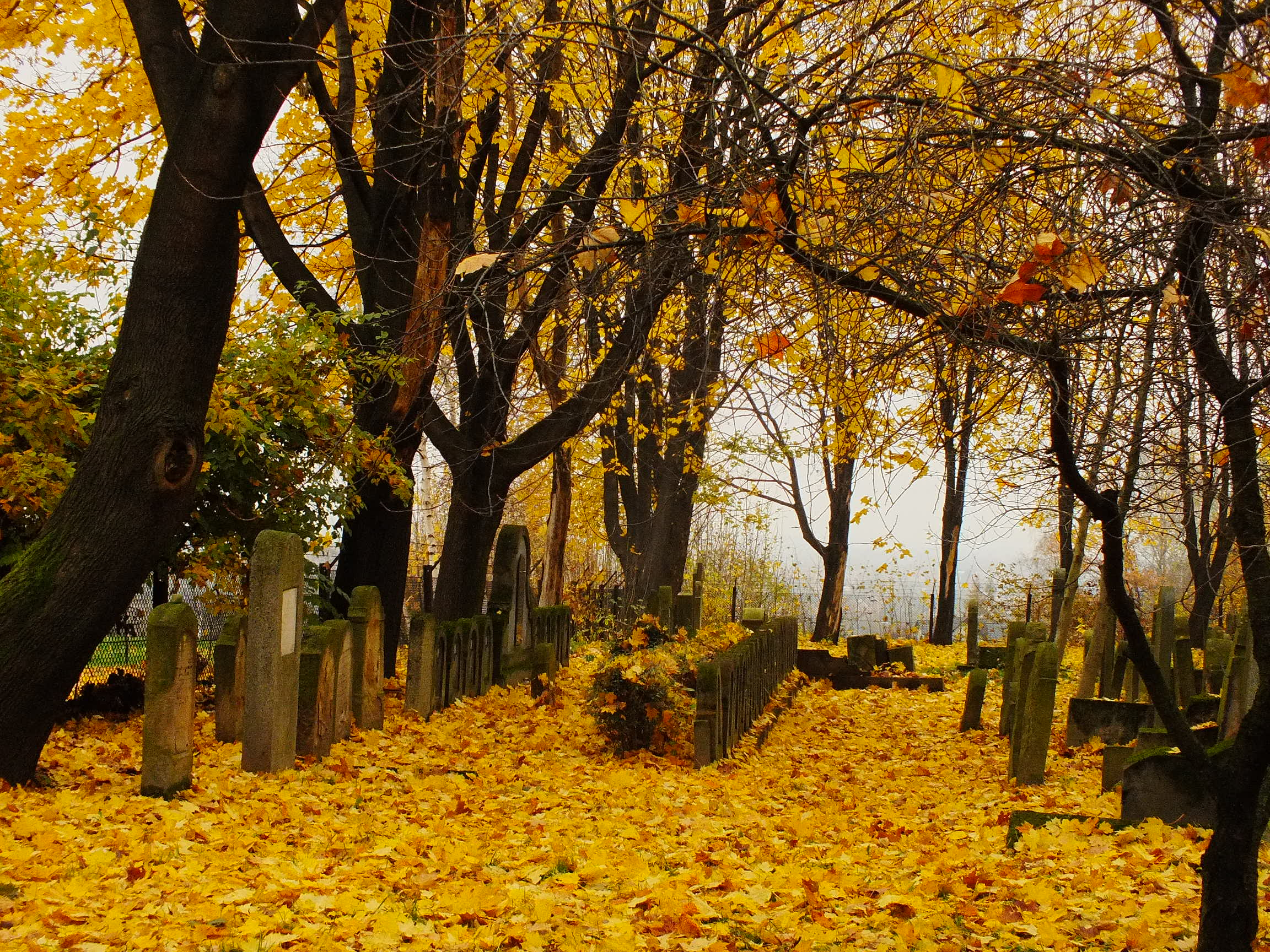
Grabsteine

Der Jüdische Friedhof in Bochnia (deutsch Salzberg), einer polnischen Stadt in der Woiwodschaft Kleinpolen, wurde 1872 angelegt. Der jüdische Friedhof, östlich der Stadt auf einer Anhöhe, ist ein geschütztes Kulturdenkmal.
Der Friedhof wurde während des Zweiten Weltkriegs von den deutschen Besatzern verwüstet. 
Auf dem circa 6500 m² großen Friedhof sind heute nur noch etwa 700 Grabsteine vorhanden. Im Juni 1945 fand die letzte Bestattung statt.

## Bestattete Persönlichkeiten
- Rabbiner Usze Majer Halberstam (gest. 1932)